# Сегизбаев, Султан Сегизбаевич
Султа́н Сегизба́евич Сегизба́ев (октябрь 1899, к. Жагалбайлы, Ташкентский уезд, Сырдарьинская область, Туркестанский край, Российская империя — 25 февраля 1939, Москва, СССР) — советский казахский партийный и государственный деятель, председатель СНК Узбекской ССР (1937—1938). Входил в состав особых троек НКВД СССР, внесудебных и, следовательно, не правосудных органов уголовного преследования.

## Биография
Родился в октябре 1899 в кишлаке Жагалбайлы Ташкентского уезда Сырдарьинской области Российской империи (ныне в составе Туркестанской области), в крестьянской семье. Казах.
В 1916 году участвовал в Среднеазиатском восстании. В 1918 году вступил в РКП(б). В 1918—1919 годах — председатель Ак-Курганского волостного комитета КП(б) Туркестана.
В 1921 году участвовал в подавлении Кронштадтского восстания. В том же году становится ответственным секретарём союза Кошчи. Один из организаторов борьбы с басмачеством.
С 1923 года — ответственный секретарь Ферганского обкома КП(б) Туркестана, редактор газеты «Фергана». С 1924 года ответственный секретарь Ташкентского уездного комитета ЦК КП(б) Туркестана, заместитель заведующего агитационно-пропагандистским отделом ЦК КП(б) Туркестана. В 1925 году — инструктор Старобельского окружного комитета КП(б) Украины.
В 1928—1930 годах проходил обучение в Институте красной профессуры, одновременно был деканом вечернего коммунистического университета Института красной профессуры.
В 1930—1932 годах — директор Средне-Азиатского филиала Всесоюзной Академии Сельскохозяйственных Наук имени В. И. Ленина, директор Средне-Азиатского филиала Всесоюзной Академии Сельскохозяйственных Наук имени В. И. Ленина; начальник Хлопково-ирригационной группы Центральной контрольной комиссии ВКП(б) — Народного комиссариата рабоче-крестьянской инспекции СССР.
В 1932—1934 годах — заместитель заведующего, заведующий организационно-инструкторским отделом ЦК Казакского краевого комитета ВКП(б).
В 1934—1937 годах — заведующий Сельскохозяйственным отделом Казакского краевого комитета ВКП(б).
В апреле-ноябре 1937 года — первый секретарь Северо-Казахстанского обкома ВКП(б),
В 1937—1938 годах — председатель Совета народных комиссаров Узбекской ССР. Этот период отмечен вхождением в состав особой тройки, созданной по приказу НКВД СССР от 30.07.1937 № 00447 и активным участием в сталинских репрессиях.
С 1937 года депутат Верховного Совета СССР 1-го созыва.
12 января 1938 года избран заместителем председателя Совета Союза Верховного Совета СССР.
В 1938 году арестован. Приговорен к смертной казни. Расстрелян. Посмертно реабилитирован.

## Награды и звания
Награждён орденом Красного Знамени (1924).